# Willem van der Gouwen

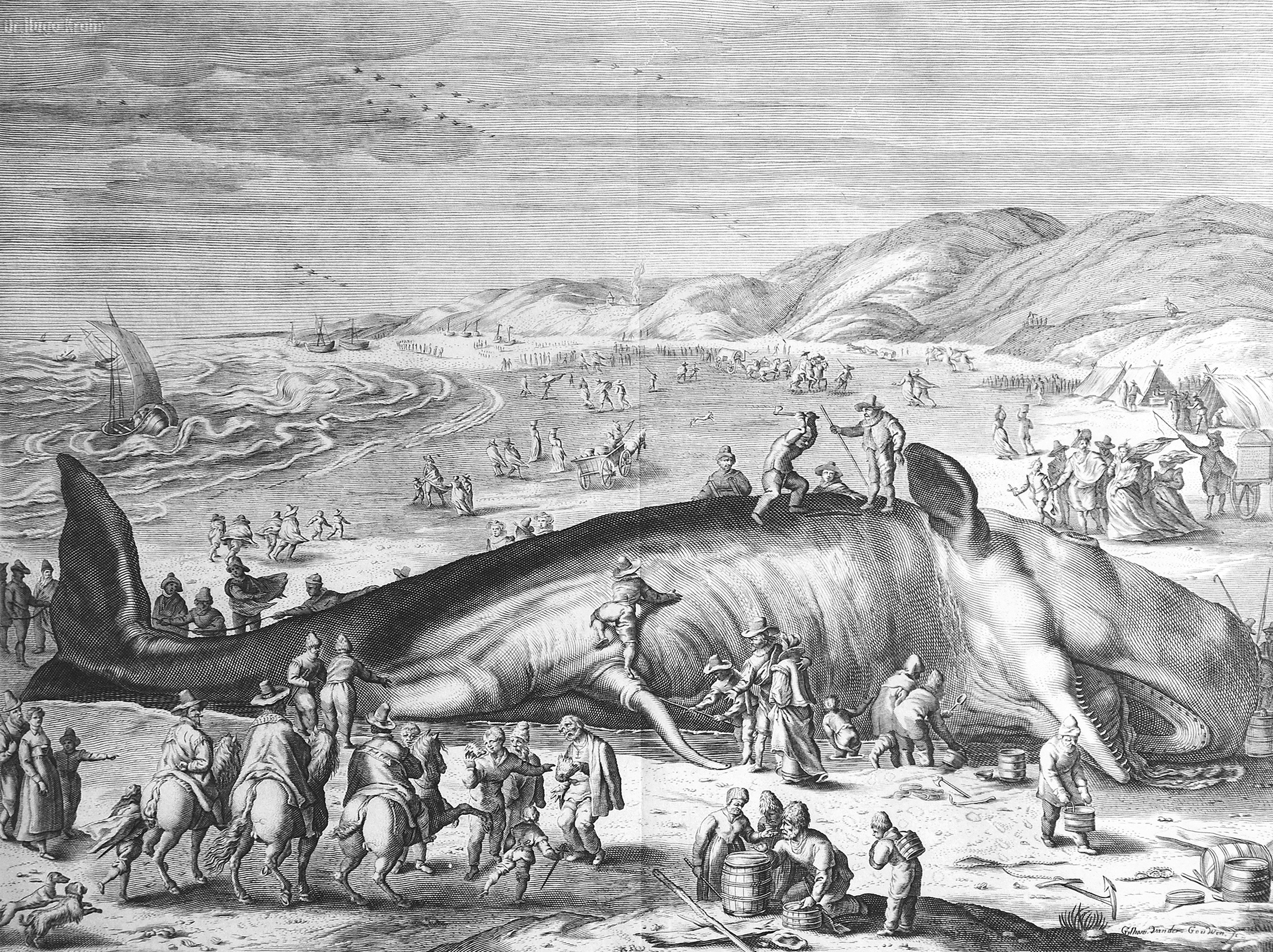
Der Stich von William van der Gouwen zeigt einen 20 Meter langen gestrandeten Wal. Gestochen im 4. Viertel des 17. Jahrhunderts nach dem Stich von Jakob Matham.

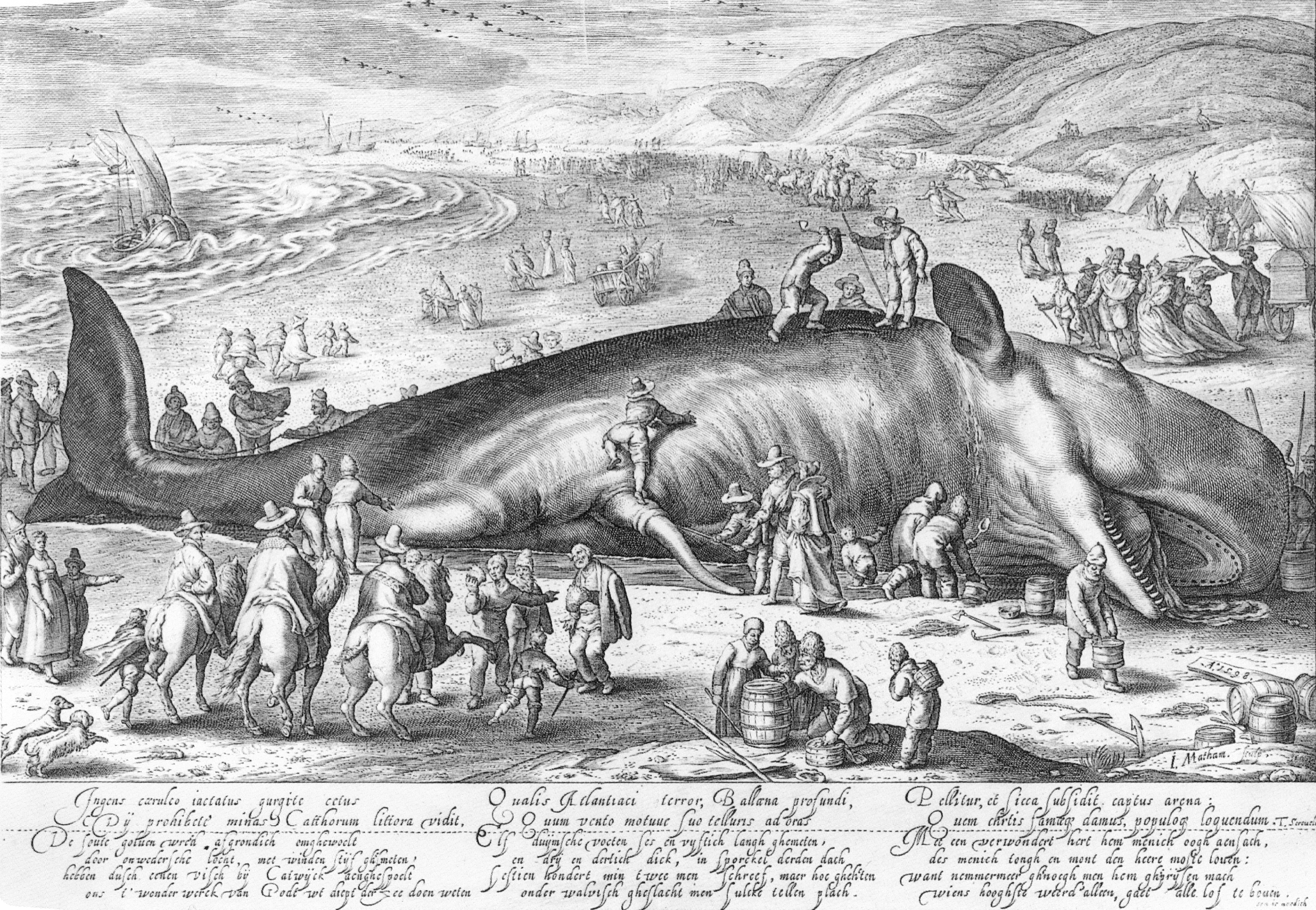
Zum Vergleich die Vorlage des Jakob Matham, eines Schülers des Hendrik Goltzius, aus dem Jahr 1598.

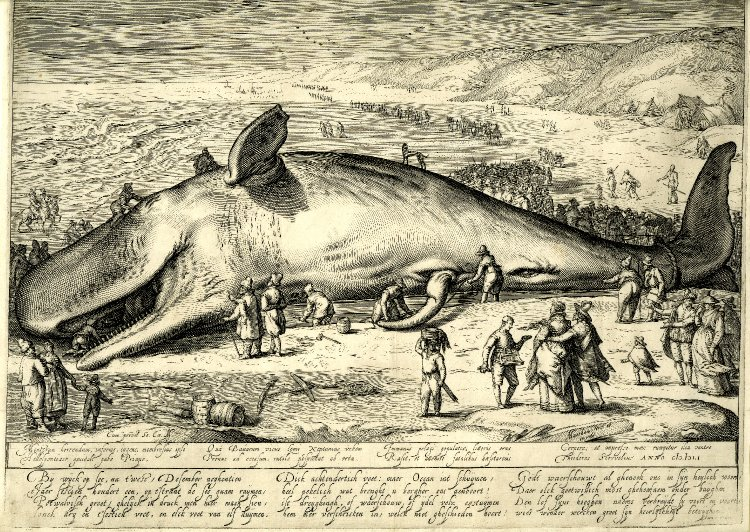
Ein späteres Werk von Jakob Matham aus dem Jahr 1602.

Willem van der Gouwen (* 1650 in Amsterdam; † ca. 1720) war ein niederländischer Kupferstecher und Vignettenzeichner.
Genaue Geburts- und Sterbeangaben des Willem, William oder Gilliam van der Gouwen sind unbekannt. 1669 bis 1670 war er in der Lehre bei Peter van Lisebetten (auch: Peeter van Liesebetten) in Amsterdam. Ebenso gilt er als Schüler des Bernard Picart. Seine Wirkungszeit ist bis 1720 nachgewiesen. Stiche lieferte er für Het groot schilderboek (Amsterdam 1707) des Gerard de Lairesse, Titelvignetten und Buchschmuck für Reisewerke oder die Bibel des Pieter Mortier. Zudem war er für verschiedene Buchhändler als Kupferstecher tätig und gestaltete Porträts, darunter ein Bildnis Peters des Großen.
Zu van der Gouwens Werken gehört der Stich Ein gestrandeter Wal zwischen Scheveningen und Katwijk, der direkt auf einen Stich von Jakob Matham und indirekt auf eine Zeichnung von Hendrick Goltzius zurückgeht. Die Darstellung hat das Bild des Pottwals über 200 Jahre lang geprägt.
Joseph Strutt bescheinigte seinen Arbeiten in seinem biografischen Lexikon keine besondere Qualität, er bezeichnete sie als:

“An engraver of no great note, […] and resided at Amsterdam. By him we have some bad prints for the Bible, published at that city, A. D. 1720.”

„Ein Stecher ohne große Bedeutung, […] und lebte in Amsterdam. Von ihm haben wir einige schlechte Drucke für die Bibel, die in dieser Stadt, A. D. 1720, veröffentlicht wurden“

Er arbeitete für namhafte Kartographen wie Carel Allard, Claes Janszoon Visscher oder Frederik de Wit, so war er beispielsweise an einer Ansicht der „Neuen Welt“ nach Allard beteiligt.